# Arrojadoa marylaniae

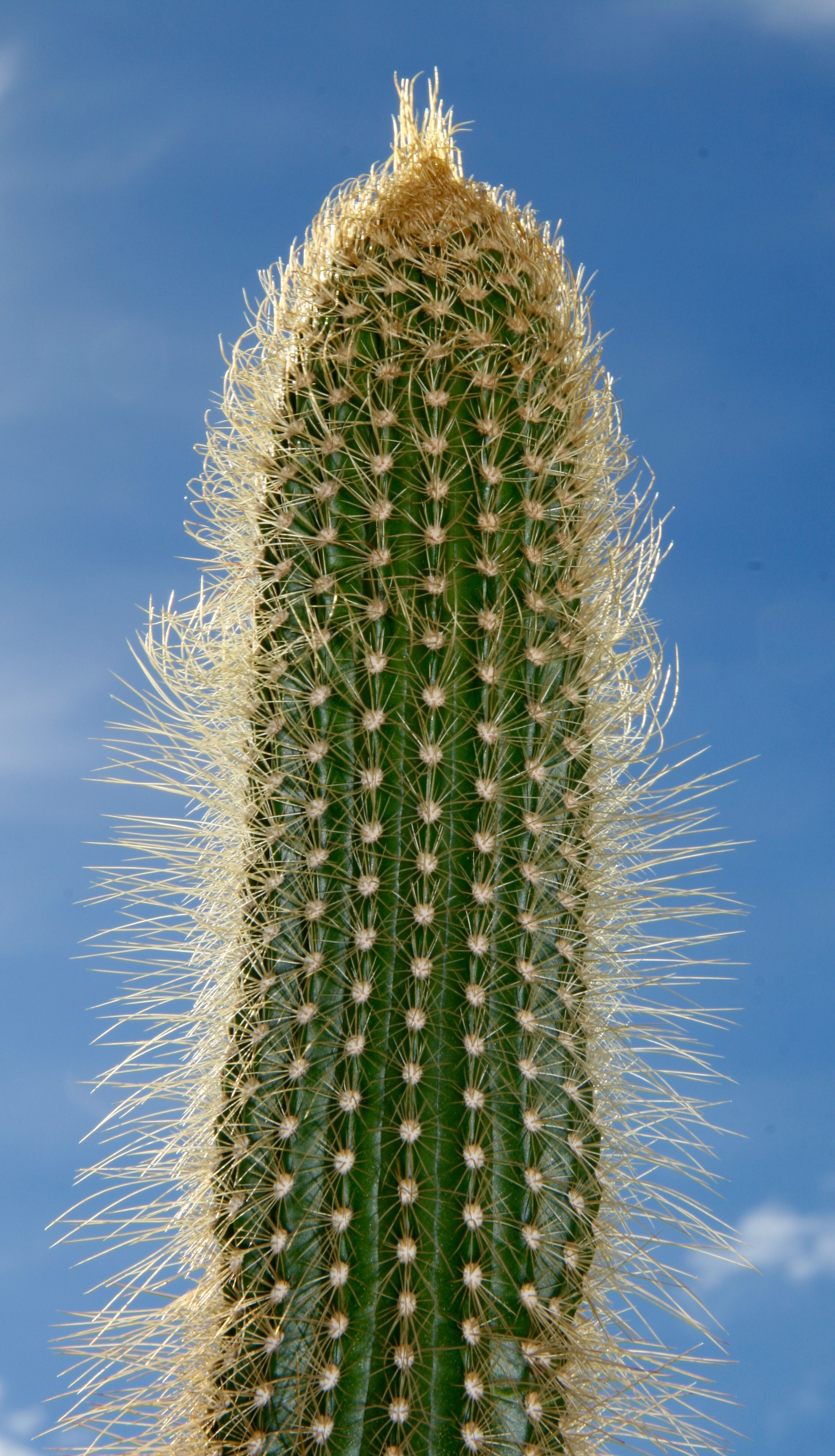
Arrojadoa marylaniae

Arrojadoa marylaniae ist eine Pflanzenart aus der Gattung Arrojadoa in der Familie der Kakteengewächse (Cactaceae). Das Artepitheton marylaniae ehrt Marylan Coelho, die die Art im September 2001 mitentdeckte.

## Beschreibung
Arrojadoa marylaniae wächst säulenförmig mit aufrechten, dunkelgrünen Trieben und Faserwurzeln. Die Triebe erreichen eine Länge von 1,5 bis 3 Metern und Durchmesser von 6 bis 8 Zentimetern (selten bis 10 Zentimeter). Sie sind nur gelegentlich an älteren Pflanzen verzweigt. Ab einer Wuchshöhe von 30 bis 60 Zentimetern werden ringförmige Cephalien ausgebildet, durch die die Triebe in regelmäßige 4 bis 10 Zentimeter lange Abschnitte gegliedert werden. Die 24 bis 36 niedrigen Rippen sind gerundet und gekerbt. Die darauf befindlichen Areolen sind 7 bis 9 Millimeter voneinander entfernt. Die biegsamen, dünn nadelförmigen Dornen sind nur schwer in Mitteldornen und Randdornen unterscheidbar. Von den anfangs 12 bis 18 goldgelben, 2 bis 20 Millimeter langen Dornen ist einer bis zu 3,5 Zentimeter lang. Die Dornen werden später strohfarben bis braungrau. Aus alten Areolen entspringt ein zusätzlicher Dorn von bis 6 Zentimeter Länge. Das sehr deutlich ausgebildete Cephalium besteht aus reichlich cremegelber bis orangegelber Wolle und rötlich braunen Borsten.
Die rosafarbenen bis hell rosamagentafarbenen Blüten sind 2,5 bis 3 Zentimeter (selten bis 3,5 Zentimeter) lang. Die verkehrt eiförmigen bis kugelförmigen Früchte sind leuchtend rosafarben und 1 bis 1,5 Zentimeter lang.

## Verbreitung, Systematik und Gefährdung
Arrojadoa marylaniae ist im brasilianischen Bundesstaat Bahia auf dem Berg Serra Escura bei Suçuarana in Höhenlagen von 550 bis 750 Metern verbreitet.
Die Erstbeschreibung durch Avaldo de Oliveira Soares Filho und Marlon C. Machado wurde 2003 veröffentlicht.
In der Roten Liste gefährdeter Arten der IUCN wird die Art als „Critically Endangered (CR)“, d. h. als vom Aussterben bedroht geführt.

## Nachweise